# Chazz Witherspoon
Chazz Witherspoon (Paulsboro, 16 settembre 1981) è un pugile statunitense.
Soprannominato "The Gentleman", ha un record attuale di 25-1 (con 17 successi prima del limite).